# Lycée International de Saint-Germain-en-Laye

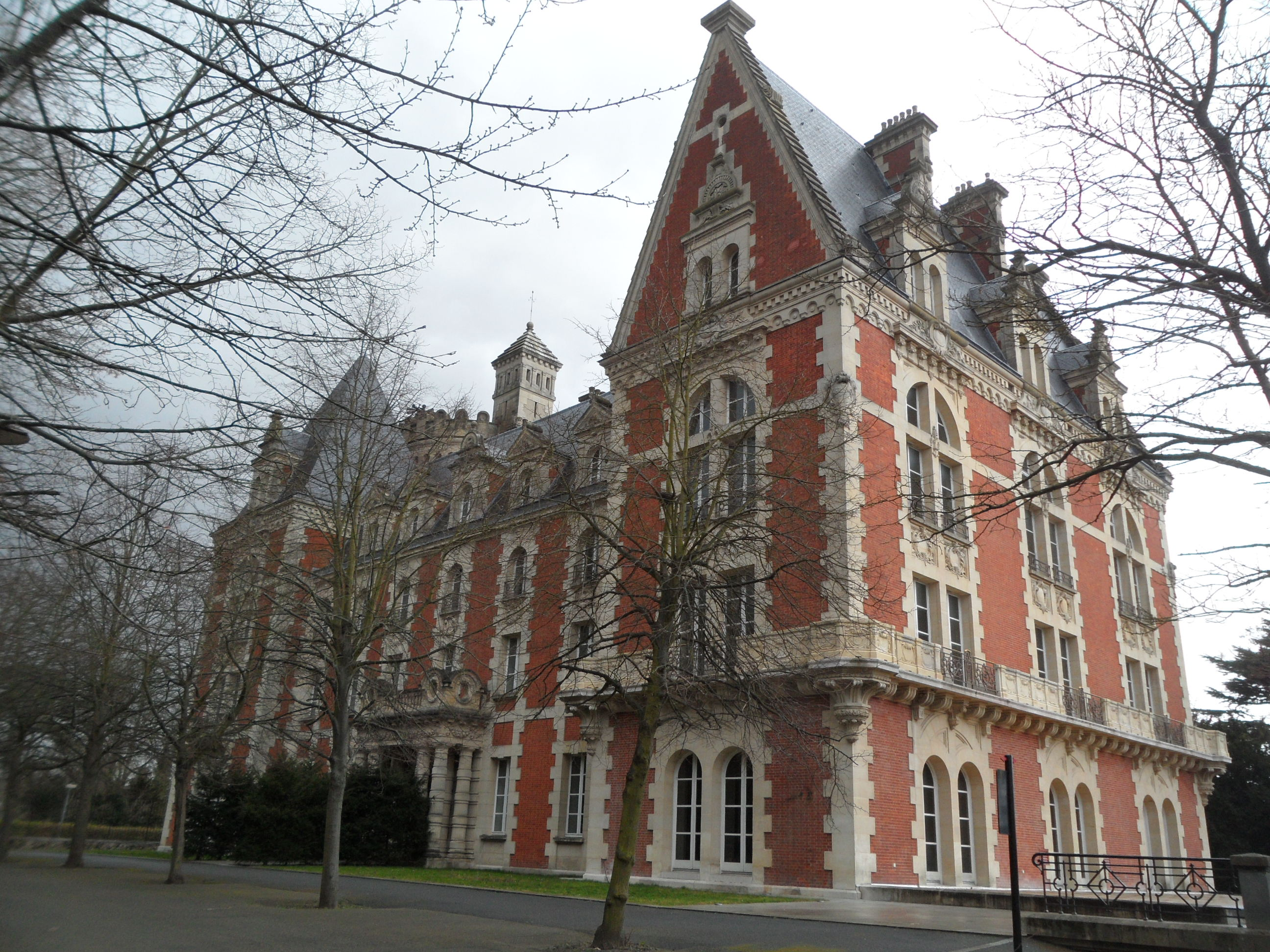
Château d'Hennemont

Lycée International de Saint-Germain-en-Laye je lyceum v Saint-Germain-en-Layei. Škola byla založena v roce 1952 a má zhruba 3000 studentů. Je to jedna z největších francouzských prestižních škol.